# الشمال (محافظة)

محافظة الشمال

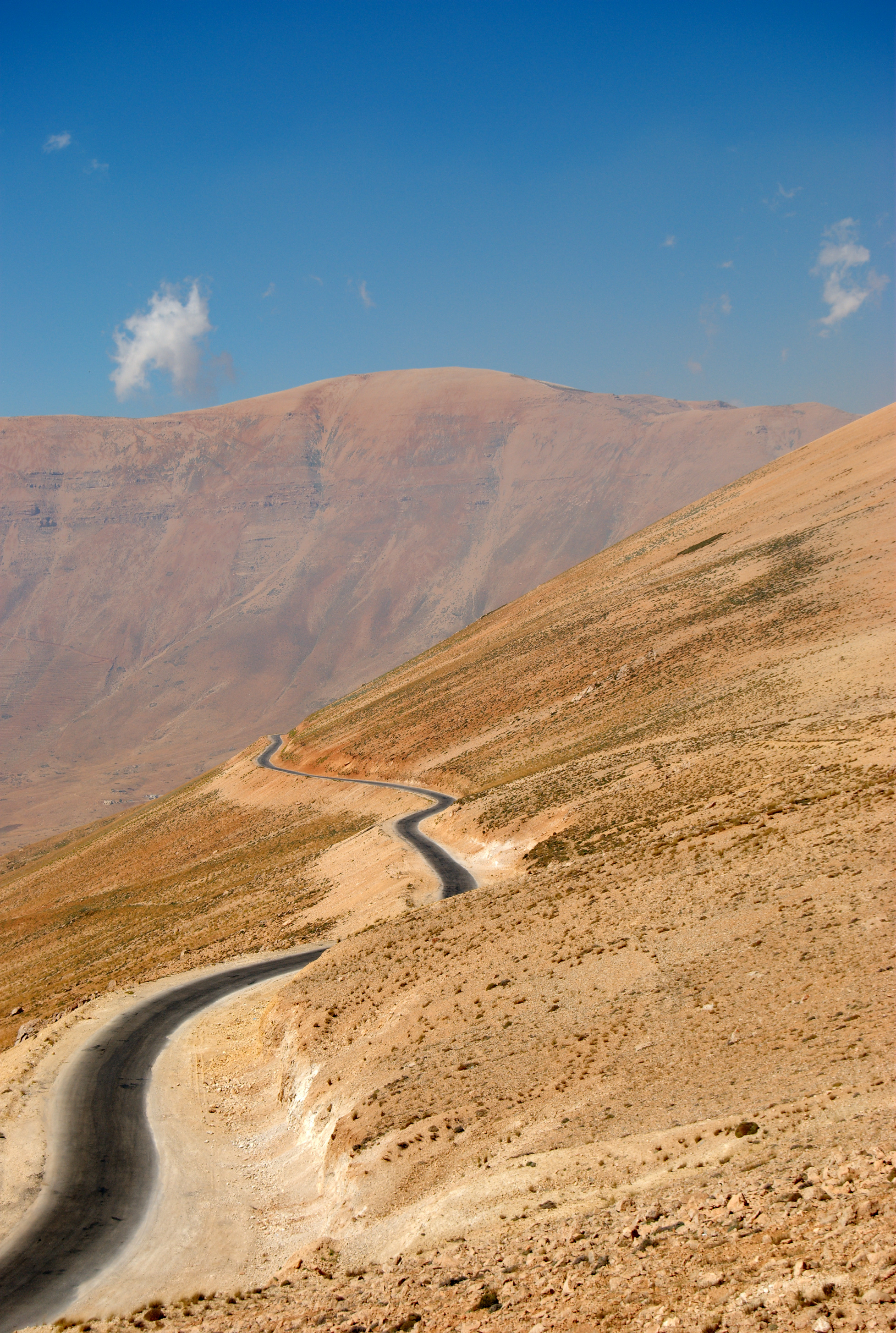
سفوح القرنة السوداء

محافظة الشمال، أو محافظة لبنان الشمالي، هي إحدى محافظات لبنان وتضم ستة أقضية عاصمتها الإدارية مدينة طرابلس الشام ثاني أكبر المدن اللبنانية.
تضم محافظة الشمال 136 بلدية. وتتوزع حسب الأقضية على الشكل التالي:
- قضاء طرابلس : 3 بلديات
- قضاء الضنية : 25 بلدية
- قضاء زغرتا : 31 بلدية
- قضاء البترون : 22 بلدية
- قضاء الكورة : 34 بلدية
- قضاء بشري : 11 بلدية

والشمال ملاذ طبيعي وروح تجعل هذه المنطقة من لبنان مميّزاً عن الدول المجاورة إذ فيها أعلى قمّة هي «القرنة السوداء» التي ترتفع عن سطح البحر 3,090 مترا. وفيها أيضا أكثر المنتجعات ارتفاعاً في منطقة الأرز، وكذلك فيها الجبال والأراضي الوعرة التي جعلت من جغرافية لبنان معلما مميزا في المنطقة كلها.
ويمكن ممارسة شتّى الرياضات في الشمال كالمشي والهرولة والتزلج وتسلّق الجبال واكتشاف المغاور
و توصف هذه المنطقة بجنة السماء على الأرض فقد كثُر الحديث عن المواقع الدينية التي تضمّها كالكنائس والأديرة المسيحية المارونية التي تعتبر من أقدم الأديرة المسيحية في العالم. دون أن ننسى وادي قاديشا المقدس الذي آوى وحمى في القرن الخامس المضطهدين دينياً، ولا يزال حتى اليوم يستقبل النُسّاك وعشاق العزلة وكل الذين يفتشون عن السلام الداخلي.
حكمها الفرس والرومان والصليبيون والعثمانيون والفرنسيون وتركوا بصماتهم واضحة في كل ما بنوه من مساجد وحمامات و أسواق قديمة وقصور صليبية.
ويوجد في أكثر من مكان رموز ومنحوتات تدل على مرور أمم من قبل الميلاد وبعده، مثل التمثال الذي يوجد في جبل إكروم وهو عبارة عن أسد يحمل سيف.

## الدين
يتعتبر الشمال منطقة كثافة سكانية سنية حيث أكبر نسبة للتيارات السنية تأتي من الشمال اللبناني ويتنوع الشمال بوجود أديان أخرى مثل بقية لبنان، و وفقاً لسجلات الناخبين المسجلين عام 2010 فإن أكبر الطوائف الإسلامية في المنطقة هم السُنّة في حين أن أكبر الطوائف المسيحية هي الكنيسة المارونية:
| الدين    | نسبة  |
| -------- | ----- |
| الإسلام  | 56.1% |
| المسيحية | 43.8% |